# きかんしゃ やえもん
『きかんしゃ やえもん』は、日本の絵本。作者は阿川弘之（文）と岡部冬彦（絵）。擬人化された古い蒸気機関車を主人公とする作品で、1959年に岩波書店より「岩波の子どもの本」シリーズの一作として刊行された。小学校の国語の教科書に掲載されたり、影絵劇化、アニメ映画化されるなど、広く知られたロングセラーであり、2007年9月までに累計122万冊が売れ、刊行から60年以上を経た2021年現在でも新刊で入手可能である。

## ストーリー
田舎の町の小さな機関庫に、「やえもん」という名の蒸気機関車がいた。やえもんは年寄りの機関車で、同じくらい年寄りの小さな客車を引いて、町の大きな駅との間を、行ったり来たりしている。
ある日、町の駅に着いたやえもんは、電気機関車などに「びんぼう汽車」と馬鹿にされ、腹を立てたまま帰路についた。ところが、あまり腹を立てたために煙突から排煙だけでなく火の粉も吐き、それが線路脇の田んぼのわらに燃え移って、火事になってしまう。幸いすぐ消し止められたが、火事を起こされたことで、怒った村人たちがやえもんを追いかけ始める。やっと機関庫まで逃げ切ったやえもんだが、そこへ村人たちが機関庫に押しかけて来た。鉄道の職員たちがやえもんを庇って謝るが、「やえもんを動かしたら、承知しないぞ！」と村人たちはどうしても勘弁してくれない。職員たちは仕方なく、次の日からはやえもんを休ませる約束をしたため、村人たちもやっと承知して家に帰った。
翌日、「いちろう」と「はるこ（版によっては「はなこ」）」という二台のレールバスがやえもんの担当していた列車を引き受けることになる。鉄道の職員たちはやえもんの処遇について、いろいろ意見を出すが、とうとうスクラップにされることが決まってしまう。だが、解体のために電気機関車に牽引されていこうとする時、運良く通りかかった交通博物館の学芸員に「珍しい古い型の機関車だ。この手の機種は日本に2 - 3台しか残っていないはず。展示保存したいのでぜひ譲ってもらいたい」と言われる。鉄道員は「いい考えだ！」と同意し、やえもんは子どもたちの手で綺麗に磨かれた後、博物館に運ばれ、そちらで保存されることになったのだった。

## 登場キャラクター
やえもん
主人公。威張っているが、子供たちが大好き。
客車
やえもんの客車。2両いる。
村人
農業に励む住民。やえもんのせいで火事になったことを知って憤慨した。
子供たち
やえもんが好きな子供たち。やえもんの掃除もしてあげた。
いちろう、はるこ
レールバス。やえもんは二人のことは嫌いではない。
鉄道員
やえもんの面倒を見ている鉄道員。やえもんのことを気にかけている。
電気機関車
やえもんを挑発した電気機関車。廃車回送させようとするも、学芸員の発言で撤回された。
トレーラーの運転手
終盤で登場。やえもんを乗せて博物館へ向かった。その時は白バイが先導した。
交通博物館の学芸員
終盤で登場。眼鏡をかけている。やえもんの解体の件を聞いた時、「壊すなんて無茶です！」と反論し、鉄道員を説き伏せた。

## 刊行の経緯
1950年代当時、岩波書店は児童文学作品を刊行していたが、その多くは外国の作品であった。「岩波の児童書は翻訳ばかり」というイメージを払拭するために日本の絵本が企画され、その一つとして本作が生まれた。しかし、当時の岩波の児童書は他の出版社と比べて高価だったために、価格低減の工夫として多色刷りと二色刷を交互に使用したり、表紙見返しまで本文が記載されるといった造本がおこなわれた。このうち表紙見返しへの印刷については、2001年の改版に際して通常の造本に改められている。

## 内容に関して
- やえもんのモチーフは国鉄150形蒸気機関車（1号機関車）であるとされている。
  - 1号機関車は物語と同じく最終的に当時の鉄道博物館[4]で保存されることになったが、作中の「煙害によって運行できなくなった」という部分と「鉄くずにされる寸前に」という部分は作者・阿川の創作。
  - 1号機関車が保存されることになった1930年当時は島原鉄道で現役であり、社長の植木元太郎は鉄道博物館の運営母体である鉄道省に代替として600形蒸気機関車656号機の提供を条件として譲渡しており、引き渡しに際しては活躍していた1号機関車との惜別式も行われた。
  - 作中では国鉄400形蒸気機関車に近い形状に描かれている。作画を担当した岡部は生前「物語のシチュエーションから熟考し、絵本のやえもんは明治の中頃イギリス製の蒸気機関車をお手本にして日本で作り、鹿島参宮鉄道などで使われていたものを、更にデフォルメして描いた」と証言していたことが伝えられている[5]。
- 本作に描かれている鉄道情景には、執筆された1959年当時の国鉄の状況が反映されている。
  - EF58形やEH10形が本編中では「新しい電気機関車」と表記され、石炭を補給しているやえもんを馬鹿にしていた。
  - DD12形などといった機関車も明確にそれとわかる姿で描かれている。
  - やえもんの煙害による運用中止や廃車に向けた動きなどの部分は、動力近代化計画によって蒸気機関車の運用終了に向かう状況を表している。
- やえもんの名前の由来は、作者の阿川がアメリカ合衆国へ行き、カリフォルニア州の農業で成功した自分より年配の日本人移民の人の名前が「やえもん」という名前だったらしく、そこから名前をとったとのこと。

## 影絵劇版
1970年、劇団かかし座により初演。語りは熊倉一雄。本作でのやえもんの姿は原作絵本とは異なり、北海道の幌内鉄道が導入したことで知られる国鉄7100形蒸気機関車に近い。
また、1963年からNHK教育テレビジョンで、同じ劇団かかし座の出演により複数回にわたり映像化。若林一郎の脚本、宇野誠一郎の音楽、熊倉一雄の語りによるものが、数年に一度、NHK教育テレビ『こどもにんぎょう劇場』で再放送されている。後に1988年11月30日に、当時のNHKエンタープライズの提携により鎌倉スーパーステーション（現・Softgarage（JSDSS））が販売を手掛ける「NHK VOOK（ビジュアルヴック）」ブランドでVHSソフトとして発売された。
なお、後述のアニメ版とは異なり、物語中のセリフも含め、内容的なアレンジはほとんどなく、原作に忠実な形で映像化されている。

## アニメ版

### 東映まんがまつり
SLブームだった1974年に、主人公をD51形に変更し、脇役に新幹線を据えるなど、大幅にアレンジした形でアニメ映画化された。

### 3D映画
2009年10月3日より『とびだす!3D東映アニメまつり』の1作として3DCGアニメ化された。上映時間は約30分。同時上映は『デジモンアドベンチャー3D デジモングランプリ!』、『デジモンセイバーズ3D デジタルワールド危機イッパツ!』、『ゲゲゲの鬼太郎 鬼太郎の幽霊電車3D』。公開記念として公開日に交通科学博物館でミニSLやえもん号の乗車会も行われた。
2010年2月21日発売の、本作を含む4作品セットのDVD『CG東映アニメまつり』では、立体映像ではなく通常映像での収録であるが、映像特典としてアナグリフ方式3D版も収録されており、3Dメガネも付属する。

#### スタッフ
- 原作 - 『きかんしゃやえもん』（文・阿川弘之/絵・岡部冬彦）岩波書店刊
- 監督 - 貝澤幸男
- プロデューサー - 鷲田正一(TOEI ANIMATION)
- CGプロデューサー - 氷見武士
- CG製作主任 - 横尾裕次
- CG製作統括 - 樋口宗久/小塚憲夫
- 脚本 - 小山真/小山高生
- 音楽 - 高木洋
- キャラクターボード - 宮原直樹
- 美術ボード - 本間禎章
- 編集 - 福光伸一
- 録音 - 阿部智佳子
- 音響効果 - 今野康之(スワラ・プロ)
- 録音制作 - タバック
- ビデオ編集 - 東映デジタルラボ
- ドルビーデジタル・コンサルタント - 河東努、森幹生（コンチネンタルファーイースト株式会社）
- dtsデジタルマスタリング - 相川敦、中山敦子
- 製作 - とびだす!3D東映アニメまつり製作委員会（東映アニメーション/東映/東映ビデオ）
- CG監督 - 新井啓介
- CGスーパーバイザー - 佐藤直樹
- モデリングスーパーバイザー - 米澤真一
- アニメーションスーパーバイザー - 高橋友彦
- リギングスーパーバイザー - 今泉歩
- コンポジットスーパーバイザー - 池田正憲

#### 主題歌
「頑張のうた」
- 作詞 － 浦川しのぶ / 作曲 - 渡辺岳夫 / 編曲 - 松山祐士 / 主題歌アレンジ - 高木洋 / 歌 - ヤングフレッシュ
- 原曲は1974年版アニメの挿入歌。

#### キャスト
やえもん
- 声 - 地井武男

- 大東京駅の片隅の倉庫で邪魔者扱いされていた古い蒸気機関車。スクラップになりそうになった所を、ネズミ達の協力で動けるようになる。国鉄860形蒸気機関車や国鉄2100形蒸気機関車などをモデルにして作られたキャラクター。

マウ
- 声 - 竹内順子

- やえもんを家にしていた勇気のあるネズミ。ネズミ達のリーダー格でやえもんを動かそうとする。

スー
- 声 - 菊池こころ

- マウの妹。カー助と共にカラス達を集め、石炭を集める。

カー助
- 声 - 二又一成

- やえもんの煙突に住み着くマウやスーの友達のカラス。物知り。

サマ
- 声 - 松井菜桜子

- ネズミを襲うネコ。やえもんに撃退されたため、恨みを持つ。

ノソ
- 声 - 菊池正美

- マウの兄。弱腰。チョビを背負っている。

チョビ
- 声 - 金田朋子

- マウの末っ子。泣き虫だが、いざというときはノソを引っ張るくらい力がある。

ディム
- 声 - 石井康嗣

- ディーゼル機関車。やえもんを見下しており、サマに協力する。国鉄DE10形ディーゼル機関車がモデル。

フック
- 声 - 前田剛

- ディムに牽引されるクレーン車。お調子者で倉庫を破壊する。モデルは存在しないが、国鉄ソ30形操重車にやや似ている。

通勤電車
- 声 - 埴岡由紀子/一色まゆ/道添愛美

- 3つ子姉妹の通勤電車。それぞれ青（京浜東北線）、黄緑（山手線）、黄色（中央・総武緩行線）の帯を巻く。青は209系500番台、黄緑はE231系500番台がモデル。黄色は209系500番台の帯位置とE231系500番台の目つき（前照灯形状）を一緒くたにした様な容姿。

新幹線
- 声 - 大林洋平/小嶋一成

- 双子兄弟の新幹線。ヘッドライトの色はそれぞれ赤と青。N700系新幹線がモデル。

ナレーション
- 声 - 土井美加